# آرثر بورن
آرثر بورن (بالإنجليزية: A.W.B. Bourne)‏ هو لاعب كرة قدم بريطاني (وحمل سابقاً جنسية المملكة المتحدة لبريطانيا العظمى وأيرلندا) في مركز جناح ‏، ولد في 1880 في المملكة المتحدة. لعب مع بورت فايل.